# Podalyria reticulata
Podalyria reticulata är en ärtväxtart som beskrevs av William Henry Harvey. Podalyria reticulata ingår i släktet Podalyria och familjen ärtväxter. Inga underarter finns listade i Catalogue of Life.